# František Karel Podstatzky-Lichtenstein
František Karel Podstatzky-Lichtenstein (26. října 1933 Brno – 2. prosince 2016 Nové Město na Moravě) byl hrabě z rodu Podstatzkých.

## Život

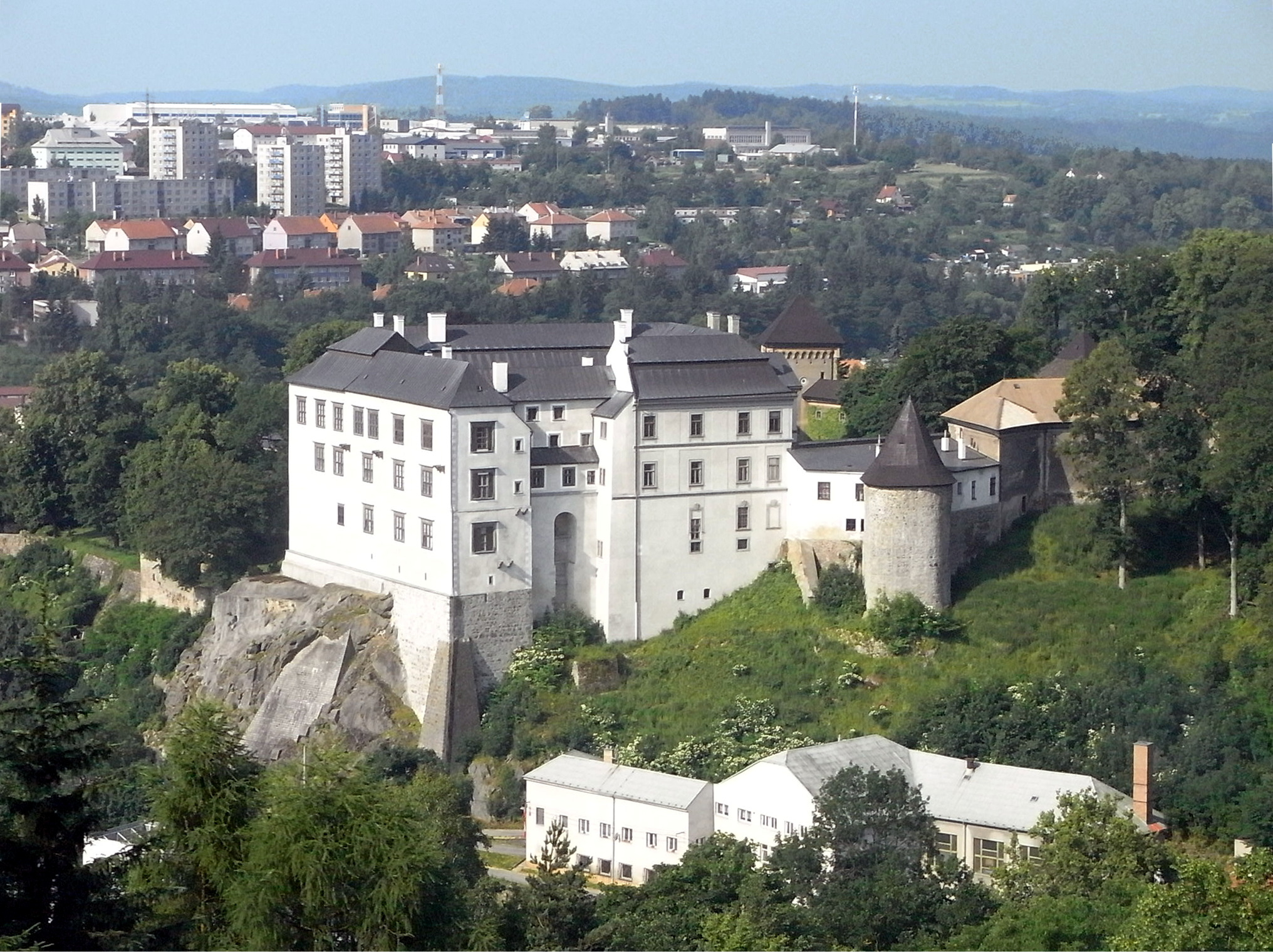
Zámek ve Velkém Meziříčí

Rodina emigrovala v březnu 1948 a cestovala přes Linec, Švýcarsko a Itálii do Chile. Zde si udělal pilotní průkaz a pracoval pro leteckou společnost. S manželkou se z Chile odstěhoval do Kanady a zde pracoval v hotelu, kde se stal jeho ředitelem. Věnoval se velkoobchodu s vínem. Na torontské univerzitě přednášel o společenském chování.
Po revoluci mu byl navrácen majetek v restituci – společně se sestrou a bratrem spravoval zámek ve Velkém Meziříčí.